# Schio
Schio är en ort och kommun i provinsen Vicenza i regionen Veneto i Italien. Kommunen hade 39 162 invånare (2018).